# Alef Manga
Alef Mangueira Severino Pereira, meglio noto come Alef Manga (Santos, 29 novembre 1994), è un calciatore brasiliano, attaccante dell'Avaí.

## Carriera
Cresciuto calcisticamente nelle giovanili di Santos, Jabaquara e São Vicente, ha debuttato nel Brasileirão il 10 aprile 2022 disputando con la maglia del Coritiba l'incontro perso per 3-0 contro il Goiás.

## Statistiche

### Presenze e reti nei club
Statistiche aggiornate al 15 agosto 2023.
| Stagione        | Squadra         | Campionato      | Campionato | Campionato | Coppe nazionali | Coppe nazionali | Coppe nazionali | Coppe continentali | Coppe continentali | Coppe continentali | Altre coppe | Altre coppe | Altre coppe | Totale | Totale |
| Stagione        | Squadra         | Comp            | Pres       | Reti       | Comp            | Pres            | Reti            | Comp               | Pres               | Reti               | Comp        | Pres        | Reti        | Pres   | Reti   |
| --------------- | --------------- | --------------- | ---------- | ---------- | --------------- | --------------- | --------------- | ------------------ | ------------------ | ------------------ | ----------- | ----------- | ----------- | ------ | ------ |
| 2015            | Bandeirante-SP  | B/SP            | 9          | 1          |                 | -               | -               |                    | -                  | -                  |             | -           | -           | 9      | 1      |
| 2016            | Jabaquara       | B/SP            | 16         | 6          |                 | -               | -               |                    | -                  | -                  |             | -           | -           | 16     | 6      |
| 2017            | Cascavel CR     | A2/PR           | 13         | 9          |                 | -               | -               |                    | -                  | -                  |             | -           | -           | 13     | 9      |
| 2018            | FC Cascavel     | A1/PR           | 9          | 1          |                 | -               | -               |                    | -                  | -                  |             | -           | -           | 9      | 1      |
| 2018            | Maringá         | D               | 2          | 0          |                 | -               | -               |                    | -                  | -                  |             | -           | -           | 2      | 0      |
| 2018-gen. 2019  | Oliveirense     | LdH             | 3          | 0          | CP+CdL          | 0               | 0               |                    | -                  | -                  |             | -           | -           | 3      | 0      |
| 2019            | Coruripe        | PD/AL           | 9          | 3          |                 | -               | -               |                    | -                  | -                  |             | -           | -           | 9      | 3      |
| 2019            | ASA             | D               | 7          | 2          | CB              | -               | -               |                    | -                  | -                  |             | -           | -           | 7      | 2      |
| 2020            | Resende         | A/RJ            | 9          | 2          |                 | -               | -               |                    | -                  | -                  |             | -           | -           | 9      | 2      |
| 2020            | Coruripe        | PD/AL+D         | 2+1        | 0          | CB              | -               | -               |                    | -                  | -                  |             | -           | -           | 3      | 0      |
| 2020            | Volta Redonda   | C               | 9          | 6          | CB              | -               | -               |                    | -                  | -                  |             | -           | -           | 9      | 6      |
| 2021            | Volta Redonda   | A/RJ            | 13         | 9          | CB              | 2               | 3               |                    | -                  | -                  |             | -           | -           | 15     | 12     |
| 2021            | Goiás           | B               | 34         | 10         | CB              | -               | -               |                    | -                  | -                  |             | -           | -           | 34     | 10     |
| 2022            | Coritiba        | A1/PR+A         | 15+35      | 6+9        | CB              | 4               | 1               |                    | -                  | -                  |             | -           | -           | 54     | 16     |
| 2023            | Coritiba        | A1/PR+A         | 11+10      | 4+4        | CB              | 4               | 5               |                    | -                  | -                  |             | -           | -           | 25     | 13     |
| Totale carriera | Totale carriera | Totale carriera | 207        | 72         |                 | 10              | 9               |                    | -                  | -                  |             | -           | -           | 217    | 81     |

## Palmarès

### Club

#### Competizioni statali
- Campionato Paranaense: 1

Coritiba: 2022
- Campionato Catarinense: 1

Avaí: 2025

### Individuale
- Capocannoniere della Coppa del Brasile: 1

2023 (5 reti, alla pari con Pedro e Tiquinho Soares)